# Smicridea albosignata
Smicridea albosignata är en nattsländeart som beskrevs av Georg Ulmer 1907. Smicridea albosignata ingår i släktet Smicridea och familjen ryssjenattsländor. Inga underarter finns listade i Catalogue of Life.